# Георг Шенк фон Таутенбург
Георг Шенк фон Таутенбург (на немски: Georg, Schenk von Tautenburg; * 1537; † 1 октомври 1579) е шенк на Таутенбург близо до Йена в Тюрингия.

## Произход и наследство
Той е син на Ханс Шенк фон Таутенбург († сл. 16 август 1551) и Доротея фон Мансфелд († 1560), дъщеря на граф Гебхард VII фон Мансфелд-Мителорт (1478 – 1558) и Маргарета фон Глайхен-Бланкенхайн († 1567). Внук е на Георг Шенк фон Таутенбург († 1512) и правнук на Ханс Шенк фон Таутенбург († сл. 1475) и Анна фон Плауен († 1501). Потомък е на Рудолф Шенк фон Фаргула († сл. 1130). Майка му се омъжва втори път за граф Волфганг Зигмунд фон Глайхен-Бланкенхайн († 1554), и трети път през април 1559 г. за бургграф Зигмунд II фон Кирхберг († 1570)
Фамилията притежава от 1427 г. също съседното господство Фрауенприсниц. Шенките фон Таутенбург купуват през 1631 г. господството Тона.
Георг Шенк фон Таутенбург умира на 1 октомври 1579 г. и е погребан във фамилната гробница в църквата във Фрауенприсниц. На 3 август 1640 г. с внукът му Кристиан Шенк фон Таутенбург измира тюрингската линия на шенките фон Таутенбург и господството е взето от Курфюрство Саксония.

## Фамилия
Георг Шенк фон Таутенбург се жени пр. 1561 г. за Магалена фон Глайхен-Рембда († 12 януари 1571), дъщеря на граф Йохан II фон Глайхен-Рембда (1504 – 1545) и втората му съпруга Анна фон Глайхен-Тона († сл. 1554), вдовица на Ханс Шенк фон Таутенбург Стари († 1529), дъщеря на граф Зигмунд II фон Глайхен-Тона († 1525) и Елизабет фон Изенбург († ок. 1543). Те имат осем деца: 
- Георг Шенк фон Таутенбург († 1593)
- Рудолф Шенк фон Таутенбург († 1 юни 1597), женен на 13 февруари 1597 г. за Анна Магдалена фон Шьонбург (* 1 февруари 1582; † 7 януари 1615), дъщеря на фрайхер Георг III фон Шьонбург-Валденбург (1558 – 1611) и Ева Шенк фон Ландсберг († 1613); няма деца; Анна Магдалена се омъжва на 21 февруари 1602 г. в Гера за Хайнрих III Ройс-Бургк (1578 – 1616)[3]
- Буркхард Шенк фон Таутенбург (* 19 юли 1566; † 2 септември 1605), женен на 21 октомври 1598 г. за Агнес фон Еверщайн от Померания (* 1576; † 27 ноември 1636), вдовица на граф Ернст VII фон Хонщайн (* 24 март 1562; † 8 август 1593), дъщеря на граф Лудвиг III фон Еверщайн-Наугард (1527 – 1590) и Анна фон Мансфелд-Хинтерорт († 1583). Има един син:
  - Кристиан Шенк фон Таутенбург (* 18 декември 1599, Дрезден; † 3 август 1640), фрайхер и шенк на Таутенбург, женен на 12 юни 1627 г. в Гера за Доротея Сибила Ройс (* 7 октомври 1609; † 25 ноември 1631). 22-годишната му съпруга и децата му умират на 25 ноември 1631 г. На 12 май 1638 г. дворецът му във Фрауенприсниц изгаря.
- Хайнрих Шенк фон Таутенбург († 18 юли 1626)
- Анна Шенк фон Таутенбург (* 1563; † 18 април 1645)
- Магдалена Шенк фон Таутенбург († 4 март 1579)
- Сибила Шенк фон Таутенбург († 1 октомври 1579)
- Мария Шенк фон Таутенбург († 15 май 1580)